# Украженко, Константин Адамович
Украженко Константин Адамович (род. 8 мая 1952, Могилёв, БССР, СССР) —  российский учёный, доктор технических наук, профессор, заслуженный изобретатель РФ. Автор более 200 научных работ в области станкоинструментальной промышленности, робототехники и специального технологического оборудования для производства микроэлектронных приборов, в том числе, более 100 изобретений, профессор кафедры «Технология машиностроения» ЯГТУ. Изобретатель СССР. Заслуженный изобретатель РФ.   
Лауреат ВВЦ, Золотая медаль (Москва, 1999). Ветеран труда (1996).  
Технический директор научно-производственной фирмы «Динамика» (Ярославль). 
Автор 5 монографий в области инструментальной промышленности.   

## Биография
Константин Адамович родился 8 мая 1952 года в городе Могилеве. 
С 1978 года проживает и работает в Ярославле.
Женат, имеет сына и дочь. Дочь Ольга работает начальником управления экспертизы проектов в ГАУ "Государственная экспертиза в строительстве" , сын Олег — преподаватель-исследователь . 

## Профессиональная карьера
В 1973 году окончил институт, получив квалификацию инженера-механика и был отправлен на работу на должность инженера в проектно-конструкторское бюро управления местной промышленности при облисполкоме г. Могилева.
С 1975 по 1978 гг. — инженер-конструктор завода «Техноприбор» г. Могилев.
С 1978 года проживает и работает в г. Ярославле. С этого же года работает инженером-конструктором III, II и I категории специального конструкторского бюро завода «Машприбор», а с 1982 г. — ведущим конструктором, заведующим сектором НПО «Электронприбор».
В 1992 г. становится главным инженером проекта научно-производственного центра «Динамика» ЯРТИМ «Техноприбор», а также главным конструктором внедренческого предприятия «Динамика» ВИНТ «Техноприбор».
В период 1993—2003 гг. — технический директор научно-производственной фирмы «Динамика». По совместительству с 1997 по 2003 гг. 
занимался разработкой специального инструмента для производства двигателей на ОАО «Автодизель».
С 2003 года работает доцентом в ЯГТУ на кафедре «Технология машиностроения» (впоследствии переименованная как «Kitmass»).
В 1991 года окончил аспирантуру МГТУ им. Н.Э. Баумана и защитил кандидатскую диссертацию. Результаты диссертационной работы были реализованы созданием нового вида высокопроизводительных манипуляторов параллельного действия для автоматической смены инструмента.

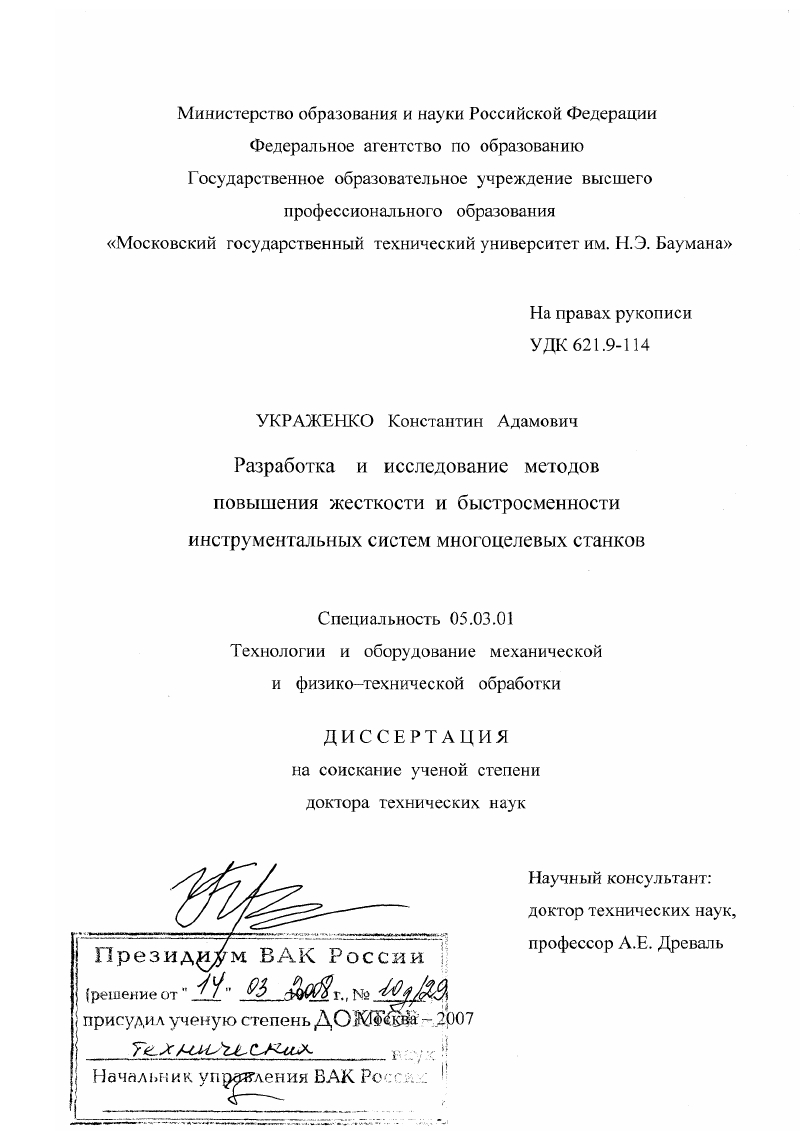
Обложка диссертационной работы Украженко К. А.

В 2007 году окончил докторантуру МГТУ и защитил диссертацию на соискание ученой степени доктора технических наук по теме «Разработка и исследование методов повышения жесткости и быстросменности инструментальных систем многоцелевых станков», на основании которой была создана теория упруго-деформированного состояния соединений двойного базирования и технические решения, позволяющие значительно повысить эффективность обработки деталей на современных многоцелевых станках, в том числе, финишных операций лезвийным инструментом.

## Достижения
Результаты изобретательских работ реализованы на множестве промышленных предприятиях. Инструментальная система «Микробор-универсал» для высокоточной обработки деталей автомобильной и авиационной промышленности внедрена на ОАО «Автодизель», Оршанском станкостроительном заводе, предприятиях «Автоваз» и других. 
Победитель конкурса «Лучшие техническое решение, изобретение, полезная модель, рационализаторское предложение, направленные на решение актуальных проблем экономики Ярославской области» в 2007 году за разработку и внедрение инструмента для высокопроизводительной обработки кольцевых поверхностей в сплошном материале .
Автор нескольких учебно-методических пособий и множества научных статей, посвященных повышению эффективности современной механообработки на многоцелевых станках .